# Seznam utkání Českých Budějovic v play off české hokejové extraligy
Toto je seznam zápasů Českých Budějovic v play off české hokejové extraligy .

## České Budějovice
| České Budějovice versus | S  | Předkolo          | Čtvrtfinále                                           | Semifinále                          | Finále | V  | P  |
| ----------------------- | -- | ----------------- | ----------------------------------------------------- | ----------------------------------- | ------ | -- | -- |
| Třinec                  | 1  |                   | 2023/2024 (3 : 4)                                     |                                     |        | 3  | 4  |
| Hradec Králové          | 0  |                   |                                                       |                                     |        | 0  | 0  |
| Chomutov                | 0  |                   |                                                       |                                     |        | 0  | 0  |
| Liberec                 | 3  | 2009/2010 (2 : 3) | 2005/2006 (4 : 1) 2011/2012 (1 : 4)                   |                                     |        | 7  | 8  |
| Litvínov                | 0  |                   |                                                       |                                     |        | 0  | 0  |
| Mladá Boleslav          | 0  |                   |                                                       |                                     |        | 0  | 0  |
| Olomouc                 | 2  |                   | 1993/1994 (0 : 3) 1994/1995 (3 : 0)                   |                                     |        | 3  | 3  |
| Pardubice               | 2  |                   | 2021/2022 (4 : 1)                                     | 2006/2007 (1 : 4)                   |        | 5  | 5  |
| Plzeň                   | 0  |                   |                                                       |                                     |        | 0  | 0  |
| Sparta Praha            | 4  |                   | 1996/1997 (2 : 3) 1998/1999 (0 : 3) 2002/2003 (0 : 4) | 2021/2022 (1 : 4)                   |        | 3  | 14 |
| Vítkovice               | 2  | 2012/2013 (2 : 3) | 2010/2011 (2 : 4)                                     |                                     |        | 4  | 7  |
| Zlín                    | 0  |                   |                                                       |                                     |        | 0  | 0  |
| Brno                    | 0  |                   |                                                       |                                     |        | 0  | 0  |
| Jihlava                 | 0  |                   |                                                       |                                     |        | 0  | 0  |
| Karlovy Vary            | 1  |                   |                                                       | 2007/2008 (3 : 4)                   |        | 3  | 4  |
| Kladno                  | 1  |                   | 2007/2008 (4 : 1)                                     |                                     |        | 4  | 1  |
| Slavia Praha            | 3  |                   | 1995/1996 (4 : 0) 2006/2007 (4 : 2)                   | 2005/2006 (1 : 4)                   |        | 9  | 6  |
| Vsetín                  | 3  |                   | 1999/2000 (0 : 3)                                     | 1994/1995 (0 : 3) 1995/1996 (0 : 4) |        | 0  | 10 |
| Znojmo                  | 0  |                   |                                                       |                                     |        | 0  | 0  |
| Celkem                  | 22 |                   |                                                       |                                     |        | 40 | 58 |

## České Budějovice - Sparta Praha
| Číslo | Sezona    | Utkání      | Domácí           | Výsledek        | Hosté            | Třetiny               |
| --- | --------- | ----------- | ---------------- | --------------- | ---------------- | --------------------- |
| 01. | 1996/1997 | čtvrtfinále | Sparta Praha     | 3 : 4 SN Report | České Budějovice | (1:1, 1:2, 1:0)       |
| Branky Českých Budějovic 15:08 Luboš Rob, 24:46 Karel Soudek, 25:32 Miroslav Barus, 45:02 Rudolf Suchánek, rozhodující SN Luboš Rob |           |             |                  |                 |                  |                       |
| 02. | 1996/1997 | čtvrtfinále | Sparta Praha     | 3 : 1 Report    | České Budějovice | (2:0, 1:0, 0:1)       |
| Branky Českých Budějovic 57:01 Miroslav Barus                                                                                       |           |             |                  |                 |                  |                       |
| 03. | 1996/1997 | čtvrtfinále | České Budějovice | 4 : 2 Report    | Sparta Praha     | (2:1, 1:0, 1:1)       |
| Branky Českých Budějovic 02:53 Luboš Rob, 18:39 Radek Bělohlav, 28:47 Radek Ťoupal, 59:43 Pavel Pýcha                               |           |             |                  |                 |                  |                       |
| 04. | 1996/1997 | čtvrtfinále | České Budějovice | 2 : 4 Report    | Sparta Praha     | (0:1, 0:2, 2:1)       |
| Branky Českých Budějovic 47:21 František Ševčík, 52:03 Luboš Rob                                                                    |           |             |                  |                 |                  |                       |
| 05. | 1996/1997 | čtvrtfinále | Sparta Praha     | 5 : 2 Report    | České Budějovice | (1:0, 3:0, 1:2)       |
| Branky Českých Budějovic 50:38 Filip Turek, 58:05 Luboš Rob                                                                         |           |             |                  |                 |                  |                       |
| |           |             |                  |                 |                  |                       |
| 06. | 1998/1999 | čtvrtfinále | Sparta Praha     | 4 : 3 SN Report | České Budějovice | (1:1, 2:0, 0:2)       |
| Branky Českých Budějovic 07:42 Peter Bartoš, 43:02 Peter Bartoš, 49:30 Radek Ťoupal                                                 |           |             |                  |                 |                  |                       |
| 07. | 1998/1999 | čtvrtfinále | Sparta Praha     | 2 : 0 Report    | České Budějovice | (0:0, 1:0, 1:0)       |
| Branky Českých Budějovic nikdo |           |             |                  |                 |                  |                       |
| 08. | 1998/1999 | čtvrtfinále | České Budějovice | 1 : 3 Report    | Sparta Praha     | (0:1, 0:2, 1:0)       |
| Branky Českých Budějovic 44:33 Peter Bartoš                                                                                         |           |             |                  |                 |                  |                       |
| |           |             |                  |                 |                  |                       |
| 09. | 2002/2003 | čtvrtfinále | Sparta Praha     | 3 : 1 Report    | České Budějovice | (3:0, 0:1, 0:0)       |
| Branky Českých Budějovic 36:57 Milan Michálek                                                                                       |           |             |                  |                 |                  |                       |
| 10. | 2002/2003 | čtvrtfinále | Sparta Praha     | 4 : 0 Report    | České Budějovice | (2:0, 1:0, 1:0)       |
| Branky Českých Budějovic nikdo |           |             |                  |                 |                  |                       |
| 11. | 2002/2003 | čtvrtfinále | České Budějovice | 1 : 2 Report    | Sparta Praha     | (0:1, 1:0, 0:1)       |
| Branky Českých Budějovic 34:15 Jiří Šimánek                                                                                         |           |             |                  |                 |                  |                       |
| 12. | 2002/2003 | čtvrtfinále | České Budějovice | 0 : 5 Report    | Sparta Praha     | (0:0, 0:4, 0:1)       |
| Branky Českých Budějovic nikdo |           |             |                  |                 |                  |                       |
| 13. | 2021/2022 | semifinále  | Sparta Praha     | 2 : 1 Report    | České Budějovice | (1:1, 1:0, 0:0)       |
| Branky Českých Budějovic 10:19 Lukáš Pech                                                                                           |           |             |                  |                 |                  |                       |
| 14. | 2021/2022 | semifinále  | Sparta Praha     | 5 : 1 Report    | České Budějovice | (2:0, 0:0, 3:1)       |
| Branky Českých Budějovic 40:49 Milan Gulaš                                                                                          |           |             |                  |                 |                  |                       |
| 15. | 2021/2022 | semifinále  | České Budějovice | 2 : 3 PP Report | Sparta Praha     | (1:0, 0:0, 1:2 - 0:1) |
| Branky Českých Budějovic 08:20 Milan Gulaš, 50:10 Daniel Voženílek                                                                  |           |             |                  |                 |                  |                       |
| 16. | 2021/2022 | semifinále  | České Budějovice | 3 : 1 Report    | Sparta Praha     | (0:0, 2:1, 1:0)       |
| Branky Českých Budějovic 22:16 Daniel Voženílek, 35:20 Jindřich Abdul, 54:05 Lukáš Pech                                             |           |             |                  |                 |                  |                       |
| 17. | 2021/2022 | semifinále  | Sparta Praha     | 3 : 2 Report    | České Budějovice | (1:0, 1:2, 1:0)       |
| Branky Českých Budějovic 21:12 Milan Gulaš, 22:15 Daniel Voženílek                                                                  |           |             |                  |                 |                  |                       |
| |           |             |                  |                 |                  |                       |
| České Budějovice 3x utkání vyhrál, 14x utkání prohrál České Budějovice 0x sérii vyhrál, 4x sérii prohrál                            |           |             |                  |                 |                  |                       |

## České Budějovice - Olomouc
| Číslo | Sezona    | Utkání      | Domácí           | Výsledek      | Hosté            | Třetiny         |
| --- | --------- | ----------- | ---------------- | ------------- | ---------------- | --------------- |
| 01. | 1993/1994 | čtvrtfinále | České Budějovice | 1 : 3 Report  | Olomouc          | (0:0, 0:2, 1:1) |
| Branky Českých Budějovic 56:38 Roman Horák |           |             |                  |               |                  |                 |
| 02. | 1993/1994 | čtvrtfinále | České Budějovice | 2 : 5 Report  | Olomouc          | (2:3, 0:1, 0:1) |
| Branky Českých Budějovic 02:49 Ondřej Vošta, 13:25 Roman Božek |           |             |                  |               |                  |                 |
| 03. | 1993/1994 | čtvrtfinále | Olomouc          | 4 : 2 Report  | České Budějovice | (1:1, 0:1, 3:0) |
| Branky Českých Budějovic 19:19 Roman Horák, 30:07 Radek Ťoupal |           |             |                  |               |                  |                 |
| |           |             |                  |               |                  |                 |
| 04. | 1994/1995 | čtvrtfinále | Olomouc          | 2 : 5 Report  | České Budějovice | (2:3, 0:1, 0:1) |
| Branky Českých Budějovic 03:07 Roman Horák, 12:21 Roman Horák, 12:39 Radek Ťoupal, 22:31 Radek Dvořák, 55:51 Luboš Rob |           |             |                  |               |                  |                 |
| 05. | 1994/1995 | čtvrtfinále | Olomouc          | 2 : 10 Report | České Budějovice | (0:6, 2:2, 0:2) |
| Branky Českých Budějovic 02:29 Radek Bělohlav, 08:17 Rudolf Suchánek, 11:08 Ondřej Vošta, 13:59 Radek Bělohlav, 19:16 Lukáš Rob 19:55 Filip Turek, 26:15 Roman Horák, 34:47 Radek Ťoupal, 41:10 Radek Bělohlav, 48:13 Radek Bělohlav |           |             |                  |               |                  |                 |
| 06. | 1994/1995 | čtvrtfinále | České Budějovice | 5 : 3 Report  | Olomouc          | (2:0, 1:0, 2:3) |
| Branky Českých Budějovic 11:50 Radek Ťoupal, 13:13 Michael Kubíček, 38:15 Filip Turek, 43:15 Filip Turek, 52:49 Lukáš Zíb |           |             |                  |               |                  |                 |
| |           |             |                  |               |                  |                 |
| České Budějovice 3x utkání vyhrála, 3x utkání prohrála České Budějovice 1x sérii vyhrála, 1x sérii prohrála |           |             |                  |               |                  |                 |

## České Budějovice - Liberec
| Číslo | Sezona    | Utkání      | Domácí           | Výsledek        | Hosté            | Třetiny         |
| --- | --------- | ----------- | ---------------- | --------------- | ---------------- | --------------- |
| 01. | 2005/2006 | čtvrtfinále | Liberec          | 1 : 2 Report    | České Budějovice | (1:0, 0:1, 0:1) |
| Branky Českých Budějovic 26:52 Zdeněk Kutlák, 57:22 Tomáš Harant                                                                                                   |           |             |                  |                 |                  |                 |
| 02. | 2005/2006 | čtvrtfinále | Liberec          | 1 : 4 Report    | České Budějovice | (0:0, 1:3, 0:1) |
| Branky Českých Budějovic 28:34 Zdeněk Kutlák, 32:02 Štěpán Hřebejk, 32:25 Marek Posmyk, 52:12 Kamil Brabenec                                                       |           |             |                  |                 |                  |                 |
| 03. | 2005/2006 | čtvrtfinále | České Budějovice | 7 : 3 Report    | Liberec          | (0:0, 5:1, 2:2) |
| Branky Českých Budějovic 21:55 Tomáš Vak, 23:31 Kamil Brabenec, 24:02 Tomáš Harant, 28:11 Michl Hudec, 38:51 Jiří Šimánek, 43:49 René Vydarený, 46:33 Tomáš Harant |           |             |                  |                 |                  |                 |
| 04. | 2005/2006 | čtvrtfinále | České Budějovice | 1 : 2 Report    | Liberec          | (1:1, 0:1, 0:0) |
| Branky Českých Budějovic 11:05 Jiří Šimánek |           |             |                  |                 |                  |                 |
| 05. | 2005/2006 | čtvrtfinále | Liberec          | 2 : 6 Report    | České Budějovice | (1:4, 0:1, 1:1) |
| Branky Českých Budějovic 01:52 Michl Hudec, 05:30 Michl Hudec, 06:45 René Vydarený, 19:58 Tomáš Harant, 33:52 Marek Posmyk, 53:36 Kamil Brabenec                   |           |             |                  |                 |                  |                 |
| |           |             |                  |                 |                  |                 |
| 06. | 2009/2010 | předkolo    | Liberec          | 2 : 1 Report    | České Budějovice | (0:1, 2:0, 0:0) |
| Branky Českých Budějovic 18:56 Petr Sailer |           |             |                  |                 |                  |                 |
| 07. | 2009/2010 | předkolo    | Liberec          | 6 : 5 Report    | České Budějovice | (1:1, 2:3, 3:1) |
| Branky Českých Budějovic 18:03 František Ptáček, 21:15 Michl Hudec, 31:50 Petr Gřegořek, 35:04 Tibor Melichárek, 53:00 Petr Sailer                                 |           |             |                  |                 |                  |                 |
| 08. | 2009/2010 | předkolo    | České Budějovice | 4 : 1 Report    | Liberec          | (0:0, 1:1, 3:0) |
| Branky Českých Budějovic 38:22 Tibor Melichárek, 56:45 Milan Gulaš, 58:01 Jiří Šimánek, 58:56 Jiří Šimánek                                                         |           |             |                  |                 |                  |                 |
| 09. | 2009/2010 | předkolo    | České Budějovice | 6 : 5 SN Report | Liberec          | (1:2, 2:3, 2:0) |
| Branky Českých Budějovic 10:27 Tomáš Vak, 27:40 Václav Pletka, 38:17 Tibor Melichárek, 45:25 Petr Gřegořek, 56:57 Milan Gulaš, rozhodující SN Václav Pletka        |           |             |                  |                 |                  |                 |
| 10. | 2009/2010 | předkolo    | Liberec          | 9 : 1 Report    | České Budějovice | (3:1, 3:0, 3:0) |
| Branky Českých Budějovic 17:21 Petr Gřegořek |           |             |                  |                 |                  |                 |
| |           |             |                  |                 |                  |                 |
| 11. | 2011/2012 | čtvrtfinále | Liberec          | 4 : 3 Report    | České Budějovice | (2:1, 2:0, 0:2) |
| Branky Českých Budějovic 02:27 Peter Mikuš, 41:33 Aleš Kotalík, 44:07 Roman Němeček                                                                                |           |             |                  |                 |                  |                 |
| 12. | 2011/2012 | čtvrtfinále | Liberec          | 4 : 6 Report    | České Budějovice | (1:0, 1:1, 2:5) |
| Branky Českých Budějovic 36:48 Jiří Šimánek, 44:25 Martin Podlešák, 45:07 Pavel Kašpařík, 48:02 Jakub Langhammer, 52:52 Rudolf Červený, 57:55 Jiří Šimánek         |           |             |                  |                 |                  |                 |
| 13. | 2011/2012 | čtvrtfinále | České Budějovice | 0 : 1 Report    | Liberec          | (0:0, 0:1, 0:0) |
| Branky Českých Budějovic nikdo |           |             |                  |                 |                  |                 |
| 14. | 2011/2012 | čtvrtfinále | České Budějovice | 1 : 3 Report    | Liberec          | (0:0, 0:1, 1:2) |
| Branky Českých Budějovic 42:48 Pavel Kašpařík |           |             |                  |                 |                  |                 |
| 15. | 2011/2012 | čtvrtfinále | Liberec          | 3 : 1 Report    | České Budějovice | (1:0, 1:1, 1:0) |
| Branky Českých Budějovic 25:25 František Ptáček |           |             |                  |                 |                  |                 |
| |           |             |                  |                 |                  |                 |
| České Budějovice 7x utkání vyhrál, 8x utkání prohrál České Budějovice 1x sérii vyhrál, 2x sérii prohrál                                                            |           |             |                  |                 |                  |                 |

## České Budějovice - Vítkovice
| Číslo | Sezona    | Utkání      | Domácí           | Výsledek        | Hosté            | Třetiny         |
| --- | --------- | ----------- | ---------------- | --------------- | ---------------- | --------------- |
| 01. | 2010/2011 | čtvrtfinále | České Budějovice | 1 : 3 Report    | Vítkovice        | (0:0, 0:2, 1:1) |
| Branky Českých Budějovic 13:30 Pavel Kašpařík                                                                                   |           |             |                  |                 |                  |                 |
| 02. | 2010/2011 | čtvrtfinále | České Budějovice | 5 : 0 Report    | Vítkovice        | (0:0, 2:0, 3:0) |
| Branky Českých Budějovic 27:25 Jiří Šimánek, 28:41 František Ptáček, 47:53 Rudolf Červený, 49:37 Jakub Šulc, 50:03 Roman Pšurný |           |             |                  |                 |                  |                 |
| 03. | 2010/2011 | čtvrtfinále | Vítkovice        | 3 : 0 Report    | České Budějovice | (0:0, 1:0, 2:0) |
| Branky Českých Budějovic nikdo                                                                                                  |           |             |                  |                 |                  |                 |
| 04. | 2010/2011 | čtvrtfinále | Vítkovice        | 1 : 3 Report    | České Budějovice | (0:1, 0:1, 1:1) |
| Branky Českých Budějovic 01:23 Michael Kolarz, 24:54 František Ptáček, 59:02 Pavel Kašpařík                                     |           |             |                  |                 |                  |                 |
| 05. | 2010/2011 | čtvrtfinále | Vítkovice        | 3 : 2 SN Report | České Budějovice | (0:1, 2:1, 0:0) |
| Branky Českých Budějovic 17:35 Pavel Kašpařík, 37:50 František Ptáček                                                           |           |             |                  |                 |                  |                 |
| 06. | 2010/2011 | čtvrtfinále | České Budějovice | 0 : 2 Report    | Vítkovice        | (0:2, 0:0, 0:0) |
| Branky Českých Budějovic nikdo                                                                                                  |           |             |                  |                 |                  |                 |
| |           |             |                  |                 |                  |                 |
| 07. | 2012/2013 | předkolo    | České Budějovice | 3 : 0 Report    | Vítkovice        | (1:0, 1:0, 1:0) |
| Branky Českých Budějovic 12:20 Peter Fruhauf, 25:33 Tomáš Mertl, 54:27 Jiří Šimánek                                             |           |             |                  |                 |                  |                 |
| 08. | 2012/2013 | předkolo    | České Budějovice | 0 : 4 Report    | Vítkovice        | (0:1, 0:2, 0:1) |
| Branky Českých Budějovic nikdo                                                                                                  |           |             |                  |                 |                  |                 |
| 09. | 2012/2013 | předkolo    | Vítkovice        | 1 : 2 Report    | České Budějovice | (0:0, 0:1, 1:1) |
| Branky Českých Budějovic 39:56 Martin Podlešák, 45:28 Vladimír Škoda                                                            |           |             |                  |                 |                  |                 |
| 10. | 2012/2013 | předkolo    | Vítkovice        | 5 : 1 Report    | České Budějovice | (2:0, 2:0, 1:1) |
| Branky Českých Budějovic 43:37 Tomáš Knotek                                                                                     |           |             |                  |                 |                  |                 |
| 11. | 2012/2013 | předkolo    | České Budějovice | 2 : 3 PP Report | Vítkovice        | (1:1, 1:1, 0:0) |
| Branky Českých Budějovic 05:50 Michal Švihálek, 28:12 Michal Švihálek                                                           |           |             |                  |                 |                  |                 |
| |           |             |                  |                 |                  |                 |
| České Budějovice 4x utkání vyhrál, 7x utkání prohrál České Budějovice 0x sérii vyhrál, 2x sérii prohrál                         |           |             |                  |                 |                  |                 |

## České Budějovice - Slavia Praha
| Číslo | Sezona    | Utkání      | Domácí           | Výsledek        | Hosté            | Třetiny         |
| --- | --------- | ----------- | ---------------- | --------------- | ---------------- | --------------- |
| 01. | 1995/1996 | čtvrtfinále | České Budějovice | 5 : 3 Report    | Slavia Praha     | (1:0, 2:0, 2:3) |
| Branky Českých Budějovic hetrik 03:13 Luboš Rob, 33:13 Karel Soudek, 37:05 Luboš Rob, 47:26 Luboš Rob, 59:11 Zdeněk Šperger |           |             |                  |                 |                  |                 |
| 02. | 1995/1996 | čtvrtfinále | České Budějovice | 3 : 2 Report    | Slavia Praha     | (3:1, 0:1, 0:0) |
| Branky Českých Budějovic 04:06 Radek Ťoupal, 04:35 Radek Ťoupal, 06:13 Roman Božek                                          |           |             |                  |                 |                  |                 |
| 03. | 1995/1996 | čtvrtfinále | Slavia Praha     | 3 : 4 Report    | České Budějovice | (1:0, 0:3, 2:1) |
| Branky Českých Budějovic 22:14 Pavel Pýcha, 27:37 Pavel Pýcha, 35:48 Michael Kubíček, 45:48 Luboš Rob                       |           |             |                  |                 |                  |                 |
| 04. | 1995/1996 | čtvrtfinále | Slavia Praha     | 1 : 5 Report    | České Budějovice | (0:1, 0:2, 1:2) |
| Branky Českých Budějovic 15:26 Luboš Rob, 23:48 Radek Bělohlav, 25:09 Kamil Ťoupal, 59:10 Filip Turek, 59:37 Filip Turek    |           |             |                  |                 |                  |                 |
| |           |             |                  |                 |                  |                 |
| 05. | 2005/2006 | semifinále  | Slavia Praha     | 0 : 2 Report    | České Budějovice | (0:0, 0:0, 0:2) |
| Branky Českých Budějovic 55:35 Tomáš Vak, 57:42 René Vydarený                                                               |           |             |                  |                 |                  |                 |
| 06. | 2005/2006 | semifinále  | Slavia Praha     | 3 : 0 Report    | České Budějovice | (1:0, 1:0, 1:0) |
| Branky Českých Budějovic nikdo                                                                                              |           |             |                  |                 |                  |                 |
| 07. | 2005/2006 | semifinále  | České Budějovice | 1 : 2 SN Report | Slavia Praha     | (0:1, 0:0, 1:0) |
| Branky Českých Budějovic 53:29 Petr Sailer                                                                                  |           |             |                  |                 |                  |                 |
| 08. | 2005/2006 | semifinále  | České Budějovice | 3 : 4 Report    | Slavia Praha     | (0:1, 2:1, 1:2) |
| Branky Českých Budějovic 23:11 Petr Gřegořek, 33:23 Kamil Brabenec, 45:53 Tomáš Vak                                         |           |             |                  |                 |                  |                 |
| 09. | 2005/2006 | semifinále  | Slavia Praha     | 2 : 1 SN Report | České Budějovice | (0:0, 1:1, 0:0) |
| Branky Českých Budějovic 36:29 Milan Gulaš                                                                                  |           |             |                  |                 |                  |                 |
| |           |             |                  |                 |                  |                 |
| 10. | 2006/2007 | čtvrtfinále | České Budějovice | 2 : 1 SN Report | Slavia Praha     | (1:0, 0:1, 0:0) |
| Branky Českých Budějovic 00:34 Viktor Hübl, rozhodující SN Petr Sailer                                                      |           |             |                  |                 |                  |                 |
| 11. | 2006/2007 | čtvrtfinále | České Budějovice | 5 : 1 Report    | Slavia Praha     | (3:0, 1:1, 1:0) |
| Branky Českých Budějovic 02:05 Milan Gulaš, 02:35 Milan Toman, 14:55 Jiří Šimánek, 22:32 Tomáš Mertl, 50:47 Michal Hudec    |           |             |                  |                 |                  |                 |
| 12. | 2006/2007 | čtvrtfinále | Slavia Praha     | 6 : 1 Report    | České Budějovice | (3:0, 1:0, 2:1) |
| Branky Českých Budějovic 52:04 René Vydarený                                                                                |           |             |                  |                 |                  |                 |
| 13. | 2006/2007 | čtvrtfinále | Slavia Praha     | 4 : 3 Report    | České Budějovice | (2:1, 0:1, 2:1) |
| Branky Českých Budějovic 04:23 Tomáš Mertl, 24:58 Petr Sailer, 53:16 Jindřich Kotrla                                        |           |             |                  |                 |                  |                 |
| 14. | 2006/2007 | čtvrtfinále | České Budějovice | 4 : 3 Report    | Slavia Praha     | (0:0, 1:1, 3:2) |
| Branky Českých Budějovic 37:57 Marek Posmyk, 41:50 Jindřich Kotrla, 53:54 Viktor Hübl, 54:09 Michal Hudec                   |           |             |                  |                 |                  |                 |
| 15. | 2006/2007 | čtvrtfinále | Slavia Praha     | 1 : 4 Report    | České Budějovice | (1:0, 0:1, 0:3) |
| Branky Českých Budějovic 32:25 Viktor Hübl, 40:38 Petr Gřegořek, 50:36 Štěpán Hřebejk, 59:54 Jindřich Kotrla                |           |             |                  |                 |                  |                 |
| |           |             |                  |                 |                  |                 |
| České Budějovice 9x utkání vyhrál, 6x utkání prohrál České Budějovice 2x sérii vyhrál, 1x sérii prohrál                     |           |             |                  |                 |                  |                 |

## České Budějovice - Vsetín
| Číslo | Sezona    | Utkání      | Domácí           | Výsledek        | Hosté            | Třetiny         |
| --- | --------- | ----------- | ---------------- | --------------- | ---------------- | --------------- |
| 01. | 1994/1995 | semifinále  | Vsetín           | 3 : 1 Report    | České Budějovice | (1:0, 1:1, 1:0) |
| Branky Českých Budějovic 25:18 Radek Dvořák                                                              |           |             |                  |                 |                  |                 |
| 02. | 1994/1995 | semifinále  | Vsetín           | 3 : 2 PP Report | České Budějovice | (0:1, 0:0, 2:1) |
| Branky Českých Budějovic 17:27 Ondřej Vošta, 48:05 Radek Ťoupal                                          |           |             |                  |                 |                  |                 |
| 03. | 1994/1995 | semifinále  | České Budějovice | 2 : 4 Report    | Vsetín           | (0:0, 1:1, 1:3) |
| Branky Českých Budějovic 22:58 Ondřej Vošta, 44:45 Radek Dvořák                                          |           |             |                  |                 |                  |                 |
| |           |             |                  |                 |                  |                 |
| 04. | 1995/1996 | semifinále  | Vsetín           | 4 : 0 Report    | České Budějovice | (1:0, 1:0, 2:0) |
| Branky Českých Budějovic nikdo                                                                           |           |             |                  |                 |                  |                 |
| 05. | 1995/1996 | semifinále  | Vsetín           | 5 : 2 Report    | České Budějovice | (2:1, 1:1, 2:0) |
| Branky Českých Budějovic 08:31 Radek Ťoupal, 37:59 Ondřej Vošta                                          |           |             |                  |                 |                  |                 |
| 06. | 1995/1996 | semifinále  | České Budějovice | 2 : 3 Report    | Vsetín           | (1:1, 1:1, 0:1) |
| Branky Českých Budějovic 04:17 Filip Turek, 33:29 Pavel Pýcha                                            |           |             |                  |                 |                  |                 |
| 07. | 1995/1996 | semifinále  | České Budějovice | 1 : 4 Report    | Vsetín           | (0:1, 1:2, 0:1) |
| Branky Českých Budějovic 33:45 Pavel Pýcha                                                               |           |             |                  |                 |                  |                 |
| |           |             |                  |                 |                  |                 |
| 08. | 1999/2000 | čtvrtfinále | Vsetín           | 3 : 0 Report    | České Budějovice | (2:0, 1:0, 0:0) |
| Branky Českých Budějovic nikdo                                                                           |           |             |                  |                 |                  |                 |
| 09. | 1999/2000 | čtvrtfinále | Vsetín           | 6 : 3 Report    | České Budějovice | (1:1, 2:2, 3:0) |
| Branky Českých Budějovic 15:44 Milan Nedoma, 20:32 Filip Turek, 31:29 Jiří Šimánek                       |           |             |                  |                 |                  |                 |
| 10. | 1999/2000 | čtvrtfinále | České Budějovice | 0 : 3 Report    | Vsetín           | (0:2, 0:1, 0:0) |
| Branky Českých Budějovic nikdo                                                                           |           |             |                  |                 |                  |                 |
| |           |             |                  |                 |                  |                 |
| České Budějovice 0x utkání vyhrál, 10x utkání prohrál České Budějovice 0x sérii vyhrál, 3x sérii prohrál |           |             |                  |                 |                  |                 |

## České Budějovice - Pardubice
| Číslo | Sezona    | Utkání      | Domácí           | Výsledek     | Hosté            | Třetiny         |
| --- | --------- | ----------- | ---------------- | ------------ | ---------------- | --------------- |
| 01. | 2006/2007 | semifinále  | Pardubice        | 4 : 1 Report | České Budějovice | (2:0, 0:1, 2:0) |
| Branky Českých Budějovic 37:48 Tomáš Mertl                                                                |           |             |                  |              |                  |                 |
| 02. | 2006/2007 | semifinále  | Pardubice        | 4 : 2 Report | České Budějovice | (0:0, 1:0, 3:2) |
| Branky Českých Budějovic 42:41 Štěpán Hřebejk, 57:56 Tomáš Vak                                            |           |             |                  |              |                  |                 |
| 03. | 2006/2007 | semifinále  | České Budějovice | 3 : 0 Report | Pardubice        | (2:0, 0:0, 1:0) |
| Branky Českých Budějovic 08:17 Tomáš Vak, 17:21 Viktor Hübl, 57:26 Tomáš Mertl                            |           |             |                  |              |                  |                 |
| 04. | 2006/2007 | semifinále  | České Budějovice | 2 : 5 Report | Pardubice        | (0:2, 2:1, 0:2) |
| Branky Českých Budějovic 35:23 Petr Gřegořek, 36:43 Petr Sailer                                           |           |             |                  |              |                  |                 |
| 05. | 2006/2007 | semifinále  | Pardubice        | 5 : 2 Report | České Budějovice | (2:1, 2:0, 1:1) |
| Branky Českých Budějovic 06:00 Kamil Brabenec, 43:04 Michal Hudec                                         |           |             |                  |              |                  |                 |
| 06. | 2021/2022 | čtvrtfinále | České Budějovice | 3 : 1 Report | Pardubice        | (1:0, 1:1, 1:0) |
| Branky Českých Budějovic 07:28 Milan Gulaš, 20:49 Jindřich Abdul, 53:14 Jiří Novotný                      |           |             |                  |              |                  |                 |
| 07. | 2021/2022 | čtvrtfinále | České Budějovice | 3 : 2 Report | Pardubice        | (0:1, 1:1, 2:0) |
| Branky Českých Budějovic 31:13 Miroslav Holec, 59:19 Martin Hanzl, 59:51 Lukáš Pech                       |           |             |                  |              |                  |                 |
| 08. | 2021/2022 | čtvrtfinále | Pardubice        | 1 : 2 Report | České Budějovice | (0:1, 0:1, 1:0) |
| Branky Českých Budějovic 10:09 Josef Koláček, 37:03 Milan Gulaš                                           |           |             |                  |              |                  |                 |
| 09. | 2021/2022 | čtvrtfinále | Pardubice        | 3 : 2 Report | České Budějovice | (2:0, 0:0, 1:2) |
| Branky Českých Budějovic 46:41 Daniel Voženílek, 59:40 Michal Vondrka                                     |           |             |                  |              |                  |                 |
| 10. | 2021/2022 | čtvrtfinále | České Budějovice | 4 : 3 Report | Pardubice        | (1:2, 2:1, 1:0) |
| Branky Českých Budějovic 04:54 Lukáš Pech, 24:41 Daniel Voženílek, 37:06 Lukáš Pech, 56:02 Michal Vondrka |           |             |                  |              |                  |                 |
| |           |             |                  |              |                  |                 |
| České Budějovice 5x utkání vyhrál, 5x utkánní prohrál České Budějovice 1x sérii vyhrál, 1x sérii prohrál  |           |             |                  |              |                  |                 |

## České Budějovice - Kladno
| Číslo                                                                                                   | Sezona    | Utkání      | Domácí           | Výsledek     | Hosté            | Třetiny         |
| --- | --------- | ----------- | ---------------- | ------------ | ---------------- | --------------- |
| 01. | 2007/2008 | čtvrtfinále | České Budějovice | 2 : 0 Report | Kladno           | (2:0, 0:0, 0:0) |
| Branky Českých Budějovic 02:03 Tomáš Kůrka, 09:59 Milan Gulaš                                           |           |             |                  |              |                  |                 |
| 02. | 2007/2008 | čtvrtfinále | České Budějovice | 2 : 0 Report | Kladno           | (1:0, 1:0, 0:0) |
| Branky Českých Budějovic 02:25 Jindřich Kotrla, 22:57 Petr Gřegořek                                     |           |             |                  |              |                  |                 |
| 03. | 2007/2008 | čtvrtfinále | Kladno           | 4 : 2 Report | České Budějovice | (1:1, 1:0, 2:1) |
| Branky Českých Budějovic 07:10 Petr Sailer, 40:28 Kamil Brabenec                                        |           |             |                  |              |                  |                 |
| 04. | 2007/2008 | čtvrtfinále | Kladno           | 1 : 3 Report | České Budějovice | (0:1, 0:1, 1:1) |
| Branky Českých Budějovic 14:02 Milan Toman, 38:30 Kamil Brabenec, 51:54 Michal Hudec                    |           |             |                  |              |                  |                 |
| 05. | 2007/2008 | čtvrtfinále | České Budějovice | 1 : 0 Report | Kladno           | (0:0, 1:0, 0:0) |
| Branky Českých Budějovic 23:16 Michal Hudec                                                             |           |             |                  |              |                  |                 |
| |           |             |                  |              |                  |                 |
| České Budějovice 4x utkání vyhrál, 1x utkání prohrál České Budějovice 1x sérii vyhrál, 0x sérii prohrál |           |             |                  |              |                  |                 |

## České Budějovice - Karlovy Vary
| Číslo                                                                                                   | Sezona    | Utkání     | Domácí           | Výsledek        | Hosté            | Třetiny         |
| --- | --------- | ---------- | ---------------- | --------------- | ---------------- | --------------- |
| 01. | 2007/2008 | semifinále | České Budějovice | 3 : 2 Report    | Karlovy Vary     | (1:0, 0:0, 2:2) |
| Branky Českých Budějovic 06:33 René Vydarený, 43:35 Kamil Brabenec, 49:31 Viktor Hübl                   |           |            |                  |                 |                  |                 |
| 02. | 2007/2008 | semifinále | České Budějovice | 2 : 1 Report    | Karlovy Vary     | (0:0, 0:0, 2:1) |
| Branky Českých Budějovic 50:40 René Vydarený, 56:54 Tomáš Kůrka                                         |           |            |                  |                 |                  |                 |
| 03. | 2007/2008 | semifinále | Karlovy Vary     | 4 : 0 Report    | České Budějovice | (0:0, 3:0, 1:0) |
| Branky Českých Budějovic nikdo                                                                          |           |            |                  |                 |                  |                 |
| 04. | 2007/2008 | semifinále | Karlovy Vary     | 5 : 4 Report    | České Budějovice | (1:1, 4:0, 0:3) |
| Branky Českých Budějovic 07:32 Petr Gřegořek, 43:30 Petr Sailer, 50:44 Ondřej Veselý                    |           |            |                  |                 |                  |                 |
| 05. | 2007/2008 | semifinále | České Budějovice | 3 : 2 PP Report | Karlovy Vary     | (0:0, 2:1, 0:1) |
| Branky Českých Budějovic 20:57 Tomáš Mertl, 35:21 René Vydarený, v prodloužení 62:28 Ondřej Veselý      |           |            |                  |                 |                  |                 |
| 06. | 2007/2008 | semifinále | Karlovy Vary     | 3 : 0 Report    | České Budějovice | (2:0, 1:0, 0:0) |
| Branky Českých Budějovic nikdo                                                                          |           |            |                  |                 |                  |                 |
| 07. | 2007/2008 | semifinále | České Budějovice | 1 : 2 Report    | Karlovy Vary     | (0:0, 1:1, 0:1) |
| Branky Českých Budějovic 35:40 René Vydarený                                                            |           |            |                  |                 |                  |                 |
| |           |            |                  |                 |                  |                 |
| České Budějovice 3x utkání vyhrál, 4x utkání prohrál České Budějovice 0x sérii vyhrál, 1x sérii prohrál |           |            |                  |                 |                  |                 |

## České Budějovice - Třinec
| Číslo                                                                                                   | Sezona    | Utkání      | Domácí           | Výsledek     | Hosté             | Třetiny         |
| --- | --------- | ----------- | ---------------- | ------------ | ----------------- | --------------- |
| 01. | 2023/2024 | čtvrtfinále | Třinec           | 2 : 0 Report | Českých Budějovic | (0:0, 0:0, 2:0) |
| Branky Českých Budějovic nikdo                                                                          |           |             |                  |              |                   |                 |
| 02. | 2023/2024 | čtvrtfinále | Třinec           | 2 : 0 Report | Českých Budějovic | (1:0, 1:0, 0:0) |
| Branky Českých Budějovic nikdo                                                                          |           |             |                  |              |                   |                 |
| 03. | 2023/2024 | čtvrtfinále | České Budějovice | 3 : 4 Report | Třinec            | (2:3, 1:0, 0:1) |
| Branky Českých Budějovic 09:21 Adam Kubík, 17:04 Milan Gulaš, 25:39 Adam Kubík                          |           |             |                  |              |                   |                 |
| 04. | 2023/2024 | čtvrtfinále | České Budějovice | 4 : 1 Report | Třinec            | (2:1, 0:0, 2:0) |
| Branky Českých Budějovic 04:26 Jáchym Kondelík, 06:04 Matěj Toman, 54:45 Adam Kubík, 58:12 Jan Ordoš    |           |             |                  |              |                   |                 |
| 05. | 2023/2024 | čtvrtfinále | Třinec           | 2 : 3 Report | České Budějovice  | (0:1, 0:1, 2:1) |
| Branky Českých Budějovic 12:25 Jáchym Kondelík, 33:02 Pavel Pýcha, 55:52 Milan Gulaš                    |           |             |                  |              |                   |                 |
| 06. | 2023/2024 | čtvrtfinále | České Budějovice | 3 : 0 Report | Třinec            | (2:0, 0:0, 1:0) |
| Branky Českých Budějovic 00:27 Milan Gulaš, 11:19 Jáchym Kondelík, 56:59 Jakub Valský                   |           |             |                  |              |                   |                 |
| 07. | 2023/2024 | čtvrtfinále | Třinec           | 2 : 0 Report | České Budějovice  | (0:0, 0:0, 2:0) |
| Branky Českých Budějovic nikdo                                                                          |           |             |                  |              |                   |                 |
| |           |             |                  |              |                   |                 |
| České Budějovice 3x utkání vyhrál, 4x utkání prohrál České Budějovice 0x sérii vyhrál, 1x sérii prohrál |           |             |                  |              |                   |                 |